# Ginga Shōnentai
Ginga Shōnentai (jap. 銀河少年隊) ist eine japanische Puppentrickserie von Studio Mushi Production. Sie wurde von 1963 bis 1965 in Japan gezeigt, in den 2010er Jahren sind nur noch wenige Folgen erhalten. International wurde die Science-Fiction-Serie auch als Le Commando de La Voie Lactee, Space Patrol, Galaxy Boy Troop oder Galactic Boy Team bekannt.

## Inhalt
Als die Sonne langsam das Ende ihrer Lebenszeit erreicht, wird eine Gruppe unter der Führung des Jungen Rop zusammengestellt. Diese soll als Ginga Shōnentai mit dem intelligenten, computerisierten Raumfahrzeug Mister 6 durch das Universum reisen und einen Weg finden, die Sonne zu verjüngen. Dabei treffen sie auf verschiedene böse Mächte, gegen die sie kämpfen müssen. In der Fortsetzung verteidigt Ginga Shōnentai die Erde gegen eine Invasion Außerirdischer von der dunklen Seite des Mondes. Dabei machen sie Bekanntschaft mit dem eleganten Volk der Anima von der Venus und dem einfältigen Poipoi vom Mars.

## Produktion und Veröffentlichung
Die Serie entstand beim Takeda Puppentheater und beim Studio Mushi Production unter der Regie von Susumu Yasue. Für die Produktion wurde die Technik der Supermarionation eingesetzt. Das Drehbuch nach der Idee von Osamu Tezuka schrieben Ichiro Wakabayashi und Jiro Shimada. Die Musik komponierte Isao Tomita und die Puppen entwarf Kinosuke Takeda, dessen Puppentheater die Figuren auch führte. Für Spezialeffekte, Außen- beziehungsweise Landschaftsaufnahmen und für den Vorspann kamen Cel-Animationen von Mushi Production zum  Einsatz. Insgesamt entstanden 92 Folgen mit je 15 Minuten Laufzeit.
Die Serie wurde vom 7. April 1963 bis 1. April 1965 von NHK im japanischen Fernsehen ausgestrahlt. Einige Folgen wurden 1964 und 1965 mit Untertiteln in Frankreich gesendet, hier unter dem Titel Le Commando de la Voie Lactee. Diese gehören zu den wenigen noch erhaltenen Teilen der ansonsten verschollenen Serie. In Japan erschien auch eine Sammlung verbliebener Teile der Fassung aus Frankreich auf DVD.

## Synchronisation
| Rolle              | japanischer Sprecher (Seiyū)                |
| ------------------ | ------------------------------------------- |
| Poipoi             | Fusako Amachi                               |
| Dr. Hanajima       | Genzo Wakayama                              |
| Da / Detective Tex | Ichirō Nagai                                |
| Rop                | Satoshi Andō Michiko Shirasaka (2. Staffel) |
| Erzähler           | Teizō Muta                                  |

## Bedeutung
Für Osamu Tezukas Studio Mushi Production war es die erste Produktion neben Astro Boy und markierte den Übergang von Puppentrick zu Cel-Animation im Fernsehen. Sie gehört damit zu den Puppentrickserien, die inzwischen zwar fast in Vergessenheit geraten und verschollen sind, aber eine wichtige Rolle für die ersten Cel-animierten Fernsehserien spielten: Cel-Animation galt bis dahin als zu teuer und langsam in der Produktion für Fernsehserien. Der Einsatz als Teil von Puppentrickserien gab erste Möglichkeiten, Animationen mit Cels in Fernsehproduktionen zu etablieren. Bei Ginga Shōnentai waren die Animationen durch Tezukas Studio auch ein Verkaufsargument für die Serie.